# Ectropis fasciata
Ectropis fasciata là một loài bướm đêm trong họ Geometridae.